# 旧家
旧家
1. （きゅうけ）
  1. 公家の家格
2. （きゅうか）
  1. 古くから続く由緒ある家系を持つ家のこと。
  2. 以前の家

## 公家の旧家
旧家（きゅうけ）とは、公家の家格の1つ。天正年間以前に設立された家門を持つ家を指す。それより後の文禄・慶長以降に成立した家は新家と呼ばれる。
ただし、公家法としての初出は寛延3年（1750年）の「官位御定（官位定条々）」が最初であり、これが制定された当時に存続していた家に限定するのが普通である。
また、同法では摂関家や七清華は家格が別格であるとして旧家に加えていない。
同法制定時の旧家は54家、摂関家・七清華を含めて数えると66家で、織豊政権成立期に存在していた公家のほぼ全てであったとみられている。

## 古い家柄としての旧家
特定の地域において長く続いている家系を持つ家で、旧家と呼ばれる場合は、その地域や地方においてそれなりの社会的地位を古くから維持してきた由緒のある家を指し、「きゅうか」で読み分ける。
家柄を表す場合は、他にも名家や良家と同義で用いられる。ただし名家といっても、皇室や近衛家のような中央の家を旧家と呼ぶことはあまりなく、旧家は「地方の名家」として、中央よりも、もう少し地方的な名門を指すことが多い。しかし、中央の名門家を総じて「旧家」と称することもあり、一概に規定は出来ない。近年では数世紀に渡って同じ土地に住み続けた農家の家系を指す場合が多く、また、豪農の家系を指すことも少なくない。いずれにしろ、伝統や仕来りを重んじる名家を称する言葉であるのは共通している。
家屋を表す場合は古い家という意味で使われるが、こちらの場合は旧・家屋といわれる場合が多い。